# Йозак, Ромео
Ромео Йозак (хорв. Romeo Jozak; род. 10 октября 1972, Риека) — хорватский футбольный тренер.

## Биография
В качестве футболиста выступал за клуб «Ориент» из родной Риеке. Своей тренерской карьере Йозак обязан известному хорватскому наставнику Илие Лончаревичу. Молодой специалист работал у него помощником в загребском «Динамо», «Осиеке» и в сборной Ливии.
Некоторое время Йозак занимал административные должности в «Динамо» (Загреб) и работал в хорватской федерации футбола. Только в 2017 году он начал самостоятельную тренерскую деятельность. Первым клубом хорвата стал лидер польского чемпионата «Легия». Ему не удалось отработать с командой весь сезон. Наставнику не смог выстроить отношения с местными фанатами. Так, после одного из матчей они обвинили его в сексизме после его слов: «Футбол — это мужской вид спорта, а мы играли как девочки». После этих слов фанаты атаковали автобус с командой и избили футболистов. Причем удары они наносили исключительно по щекам.
Летом 2018 года Ромео Йозак возглавил сборную Кувейта.

## Достижения
- Финалист Суперкубка Польши: 2018